# استفانو سینکوتا
استفانو سینکوتا (انگلیسی: Stefano Cincotta؛ زادهٔ ۲۸ فوریهٔ ۱۹۹۱) بازیکن فوتبال اهل گواتمالا-آلمان است.
از باشگاه‌هایی که در آن بازی کرده‌است می‌توان به باشگاه فوتبال کیکرز اوفنباخ، باشگاه فوتبال آینتراخت فرانکفورت، باشگاه فوتبال لوگانو، و باشگاه فوتبال کمنیتس اشاره کرد.
وی همچنین در تیم‌های ملی فوتبال جوانان آلمان، جوانان آلمان، زیر ۲۰ سال آلمان، و گواتمالا بازی کرده‌است.